# 대구 북구청장 선거
대구 북구청장 선거는 대구광역시 북구의 구청장을 선출하기 위한 선거이다.

## 역대 민선 북구청장
| 선거   | 정당 | 정당       | 구청장 |
| ------ | ---- | ---------- | ------ |
| 1995년 |      | 무소속     | 이명규 |
| 1998년 |      | 한나라당   | 이명규 |
| 2002년 |      | 한나라당   | 이명규 |
| 2004년 |      | 한나라당   | 이종화 |
| 2006년 |      | 한나라당   | 이종화 |
| 2010년 |      | 한나라당   | 이종화 |
| 2014년 |      | 새누리당   | 배광식 |
| 2018년 |      | 자유한국당 | 배광식 |
| 2022년 |      | 국민의힘   | 배광식 |

## 역대 선거 결과

### 제1회 전국동시지방선거
|  | 61.61% |

|  | 38.38% |

### 제2회 전국동시지방선거
|  | 72.85% |

|  | 19.26% |

|  | 7.88% |

### 제3회 전국동시지방선거
|  | 77.20% |

|  | 13.82% |

|  | 8.96% |

### 2004년 대한민국 재보궐선거
|  | 55.13% |

|  | 28.68% |

|  | 10.74% |

|  | 2.18% |

|  | 1.80% |

|  | 1.49% |

이명규 구청장이 제17대 총선 출마를 위하여 사직함에 따라, 재보궐 선거가 치러지게 되었다.
2004년 6월 5일에 치러진 재보궐선거 결과, 한나라당 이종화 후보자 득표 수 37,107표, 득표율 55.1%로 당선되었다. 이종화 당선자는 북구 부구청장 재직 중 이명규 구청장이 사직을 함에 따라 북구청장 권한대행을 맡아오다가, 사직 후 구청장 선거에 출마하였다.

### 제4회 전국동시지방선거
|  | 80.83% |

|  | 19.16% |

### 제5회 전국동시지방선거
|  | 58.38% |

|  | 27.43% |

|  | 14.18% |

### 제6회 전국동시지방선거
|  | 68.39% |

|  | 18.86% |

|  | 12.73% |

### 제7회 전국동시지방선거
|  | 49.11% |

|  | 40.55% |

|  | 10.32% |

### 제8회 전국동시지방선거
|  | 77.66% |

|  | 22.33% |

## 같이 보기
- 대구 북구청장